# The Irishman
The Irishman är en amerikansk episk biografisk kriminalfilm från 2019 i regi och producerad av Martin Scorsese och skriven av Steven Zaillian, baserad på memoaren I Heard You Paint Houses från 2004 skriven av Charles Brandt. I filmen spelar Robert De Niro, Al Pacino och Joe Pesci rollerna som Frank "The Irishman" Sheeran, Jimmy Hoffa respektive Russell Bufalino; Sheeran berättar om sitt påstådda jobb som torped för familjen Bufalino. Det var den nionde filmen i samarbetet mellan Martin Scorsese och Robert De Niro.

## Bakgrund
I september 2014 bekräftades att The Irishman skulle bli Scorseses nästa film efter Silence (2016). De Niro och Pacino gick med i filmprojektet samma månad, liksom Pesci, som lämnade sin inofficiella pension efter att ha flera gånger blivit ombedd att ta rollen. Filminspelningen började i september 2017 i New York och i delarna Mineola och Williston Park på Long Island, och avslutades i mars 2018. Med en produktionsbudget på 159 miljoner dollar är The Irishman en av de dyraste filmerna i Scorseses karriär.
The Irishman hade sin världspremiär på filmfestivalen i New York den 27 september 2019 och planeras ha en begränsad biopremiär i USA den 1 november 2019, följt av att den släpps på Netflix den 27 november 2019.[uppföljning saknas] Filmen fick flera positiva recensioner av recensenter, som berömde dess tekniska aspekter, regi och De Niros, Pacinos och Pescis skådespel.
På Oscarsgalan 2020 fick The Irishman 10 nomineringar för bl.a. bästa film, bästa regi, bästa manliga biroll till både Pacino och Pesci och bästa manus efter förlaga utan att vinna en enda.

## Rollista
- Robert De Niro – Frank "The Irishman" Sheeran
- Al Pacino – Jimmy Hoffa
- Joe Pesci – Russell Bufalino
- Ray Romano – William "Bill" Bufalino
- Bobby Cannavale – Felix "Skinny Razor" DiTullio
- Anna Paquin – Peggy Sheeran
  - Lucy Gallina – Peggy som barn
- Stephen Graham – Anthony "Tony Pro" Provenzano
- Harvey Keitel – Angelo Bruno
- Stephanie Kurtzuba – Irene Sheeran
- Kathrine Narducci – Carrie Bufalino
- Welker White – Josephine "Jo" Hoffa
- Jesse Plemons – Chuckie O'Brien
- Jack Huston – Robert Kennedy
- Domenick Lombardozzi – Anthony "Fat Tony" Salerno
- Paul Herman – Whispers DiTullio
- Louis Cancelmi – Salvatore "Sally Bugs" Briguglio
- Gary Basaraba – Frank "Fitz" Fitzsimmons
- Marin Ireland – Dolores Sheeran
  - India Ennenga – Dolores som barn
- Sebastian Maniscalco – Joseph "Crazy Joe" Gallo
- Steven Van Zandt – Jerry Vale
- Aleksa Palladino – Mary Sheeran
- Kevin O'Rourke – John McCullough
- J. C. MacKenzie – Jim Neal
- Larry Romano – Philip Testa
- Louis Vanaria – David Ferrie
- Jennifer Mudge – Maryanne Sheeran
  - Tess Price – Maryanne Sheeran som barn
- Kate Arrington – Connie Sheeran
  - Jordyn DiNatale – Connie Sheeran som barn
- Garry Pastore – Albert Anastasia
- John Scurti – Bertram B. Beveridge
- Steve Witting – William Miller
- Stephen Mailer – F. Emmett Fitzpatrick
- Jeremy Luke – Marco Rossi
- Bo Dietl – Joey Glimco
- Jim Norton – Don Rickles
- Al Linea – Sam "Momo" Giancana
- Daniel Jenkins – E. Howard "Big Ears" Hunt
- Paul Ben-Victor – Jake Gottlieb
- Patrick Gallo – Anthony "Tony Jack" Giacalone
- Jake Hoffman – Allen Dorfman
- Ken Clark – James P. Hoffa
- Peter Jay Fernandez – Cecil B. Moore
- Jeff Moore – Frank Church
- Gino Cafarelli – Frank Rizzo
- Robert Funaro – Johnny
- Jonathan Morris – Präst
- James Martin – Präst
- Action Bronson – Försäljare
- Vinny Vella – Chef för ett köttföretag
- Matt Walton – TV-värd
- Dascha Polanco – Sjuksköterska